# Gondramaz

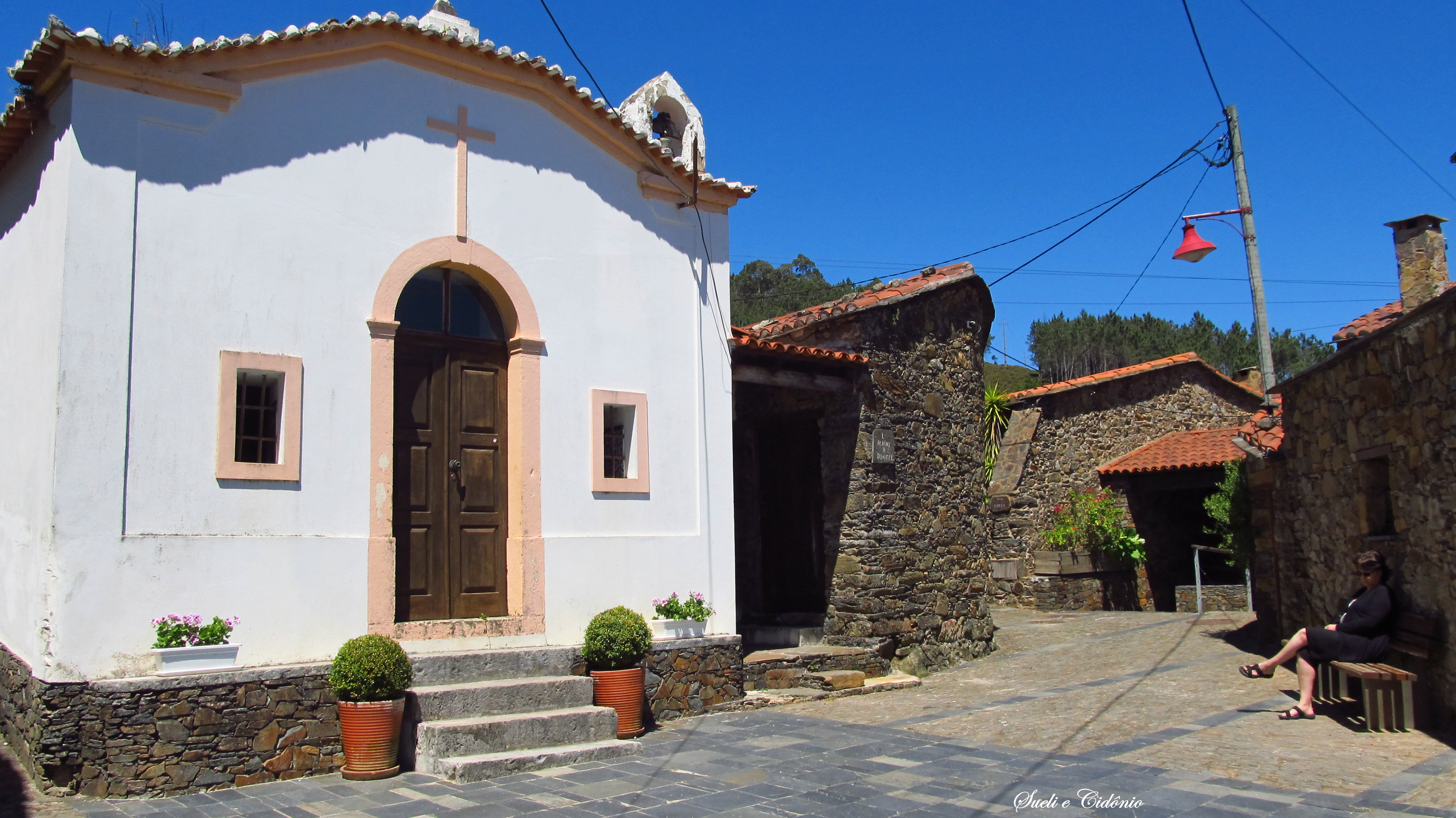
Aldeia do Xisto de Gondramaz, Miranda do Corvo

Gondramaz é uma aldeia de xisto, serrana da serra de vila nova, situada no concelho de Miranda do Corvo, freguesia de Vila Nova. Localiza-se numa encosta da Serra da Lousã, a cerca de 9 km do centro da Vila de Miranda do Corvo.
Esta aldeia está integrada na Rede das Aldeias de Xisto.

## Património edificado
- Capela de Nossa Senhora da Conceição
- Lavadouro popular
- Parque de Merendas
- Salão de Baile

## Património natural
- Cascata da Ribeira
- Penedo dos Corvos

## Visitas de Miguel Torga
Em caso de doença, o médico tem de se deslocar à aldeia. Miguel Torga, em 1935, quando médico em Vila Nova, retrata no seu diário o constrangimento que sentia aquando das visitas ao Gondramaz, retratando a dureza do isolamento e da vida nesta altura, não só para quem lá vivia como, no seu caso, para quem as circunstâncias da vida levavam a sentir a vida da serra.

## Aldeia Acessível
Nesta aldeia foi criado um projecto “Caminho do Xisto Acessível de Gondramaz” com a finalidade de proporcionar às pessoas portadoras de incapacidades um percurso acessível. Foram então encontradas soluções técnicas a nível do pavimento, da sinalética e dos equipamentos. 

A “zona” de acolhimento do percurso possui um bom acesso automóvel, com dois lugares de estacionamento para pessoas com incapacidade. A nível do pavimento, foi colocado um pavimento sensorial que permite guiar as pessoas invisuais de uma forma autónoma através da diferença das texturas. Para complementar esta visita, os invisuais têm ainda à sua disposição uns áudio-guias que são fornecidos gratuitamente em distintos pontos de recolha, nomeadamente: o Posto de Turismo de Miranda do Corvo, na Quinta da Paiva (Miranda do Corvo) e ainda no Restaurante Pátio do Xisto (Gondramaz).

Este percurso tem também à sua disposição, uma casa de banho totalmente adaptada a pessoas com incapacidade, localizando-se no largo da Capela.